# Landis (bedrijf)
Landis was een Nederlands automatiseringsbedrijf dat in 2002 failliet werd verklaard.

## Start
Landis werd in 1991 opgericht en de belangrijkste activiteit was de distributie van producten op het gebied van informatie- en communicatietechnologie (ICT). In 1995 realiseerde Landis een omzet van ruim 26 miljoen euro met 60 werknemers.

## Ondergang
Na het verkrijgen van een beursnotering op de Amsterdamse effectenbeurs in 1998, heeft Landis haar activiteiten uitgebreid met onder andere netwerkappratuur én op grote schaal acquisities verricht. In 2000 was Landis uitgegroeid tot een concern van 40 vennootschappen en een totale omzet van 667 miljoen euro; het aantal werknemers was gegroeid tot 3.212. Na het uiteenspatten van de technologiebubble besloot Landis de distributieactiviteiten te verkopen. Kort nadat in maart 2002 de onderhandelingen hierover zonder succes werden gestaakt, hebben de banken een kredietfaciliteit van 175 miljoen euro opgezegd en de uitstaande gelden opgeëist. Op 10 april 2002 is het bestuur van Landis, bestaande uit Paul Kuiken, Bus, Clemens en Verhoeven, teruggetreden. Kort daarop is Steijn door de commissarissen aangesteld als interim bestuurder. Op 8 juli 2002 werd Landis failliet verklaard. De ondergang van het bedrijf was een van de grotere van de afgelopen decennia. De schade werd geschat op 600 miljoen euro en ongeveer 3.000 mensen verloren er hun baan.

## Nasleep
Curatoren concludeerden dat Landis door misleiding ten onder is gegaan, de winst werd volgens hen kunstmatig te hoog opgegeven. De directeur Paul Kuiken werd bij het onderzoek van de Ondernemingskamer wanbeleid en fraude verweten. Samen met mede-directeur John Bus werd Paul Kuiken in eerste aanleg veroordeeld tot zes maanden celstraf (waarvan drie maanden voorwaardelijk) en 20.000 euro boete wegens fraude. In hoger beroep werden zij - evenals de commissarissen - daarentegen vrijgesproken.
In maart 2010 werd de voormalige accountant van het failliete Landis, Henk Smits van het accountantskantoor Ernst & Young (E&Y), door het tuchtcollege voor registeraccountants van het NIVRA voor een half jaar geschorst. Hij heeft ten onrechte een goedkeurende accountantsverklaring afgegeven over de jaarrekeningen van 1999 en 2000 van Landis. Zowel winst als eigen vermogen waren daarin te rooskleurig voorgesteld. Het tuchtcollege noemt de overtredingen zo ernstig dat een „zware maatregel” gepast is. De straf heeft overigens geen praktische gevolgen want Smits is in 2003 met vervroegd pensioen gegaan. De curatoren van Landis hadden de zaak in 2007 aanhangig gemaakt.
Op 15 december 2011 werd door de Ondernemingskamer van het gerechtshof vastgesteld dat de raad van bestuur en raad van commissarissen, onder wie topman Paul Kuiken, verantwoordelijk waren voor het wanbeleid bij Landis. Het wanbeleid had betrekking op het beleid ten aanzien van de financiering, acquisities, de externe verslaggeving, de administratie en het functioneren van de raad van commissarissen. Paul Kuiken en de commissarissen, De la Haye en Vrisekoop, hoofdelijk, veroordeeld tot het betalen van een schadevergoeding van 45.000 euro.
Op 19 juni 2013 vonniste de Rechtbank Midden-Nederland dat oud-bestuurders en oud-commissarissen een voorschot op de schadevergoeding van voorlopig 25 miljoen euro dienen te betalen wegens onbehoorlijke taakopvatting.
De curator ontving van E&Y 11,5 miljoen euro als schikking. De controlerend accountant werd ook in hoger beroep geschorst en de banken rekenen nu op een schadevergoeding tussen de 20 en 34 miljoen euro. De VEB ziet aanleiding de accountantsfirma nader aan de tand te voelen. Het voormalige bestuur en commissarissen van Landis stellen nu ook E&Y aansprakelijk voor een deel van de schade van het faillissement van het ICT-bedrijf in 2002. Dat blijkt uit correspondentie tussen de advocaat van de voormalige Landis-top en E&Y. Met deze laatste toevoeging zijn er vier partijen die E&Y aansprakelijk hebben gesteld.